# Campoplex marginellus
Campoplex marginellus là một loài tò vò trong họ Ichneumonidae.